# Parc national de Kazbek
Le parc national de Kazbek est situé dans la région de Mtskheta-Mtianeti, au nord-est de la Géorgie.
Le parc national de Kazbek est une destination touristique populaire malgré le manque d'infrastructures touristiques de base.
Les monuments historiques qui méritent une visite sont le temple Sameba, Garbanikerk au, la basilique Sioni, la basilique Akhaltsikhé et le château Sno. Dans la région, on trouve un mélange de coutumes chrétiennes et païennes. 